# Ali ibne Huceine ibne Coraixe
Ali ibne Huceine ibne Coraixe ibne Sible (em árabe: علي بن الحسين بن قريش بن شبل‎‎; romaniz.: Ali ibn al-Husayn ibn Quraysh ibn Shibl; lit. "Ali, filho de Huceine, filho de Coraixe, filho de Sible", também conhecido como Ali de Bucara (Ali al-Bukhari), foi um comandante militar que ganhou controle da província abássida de Pérsis em meados da década de 860. Ele governou Pérsis até 869, quando foi derrotado e capturado por Iacube ibne Alaite, o emir safárida do Sistão.

## Vida

### Carreira antes de 868
Alguns historiadores muçulmanos, incluindo Iacubi e Atabari, escreveram sobre Ali, mas seus relatos não são idênticos.

#### Segundo Iacubi
Ali chegou ao poder em Pérsis em 863, quando o exército provincial revoltou-se contra sua liderança. Pérsis à época era uma das várias províncias que haviam sido conferidas aos taíridas, que mantinham os importantes governos do Coração e Baguedade. Em resposta a revolta, o governador de Baguedade, Maomé ibne Abedalá ibne Tair nomeou seu companheiro taírida Abedalá ibne Ixaque ibne Ibraim como governador de Pérsis e enviou-o para pacificar a província. Quando Abedalá chegou, Ali de início se submeteu e foi alistado para lutar contra um grupo de carijitas próximo da fronteira com a Carmânia. Logo, contudo, o exército ficou desapontado com Abedalá, que recusou-se a pagar seus salários; como resultado, Ali foi capaz de convencer as tropas a apoiá-lo numa nova revolta. Ali retornou e atacou Abedalá, forçou-o a retirar-se e tomou suas possessões. O exército de Pérsis então fez Ali seu emir.

#### Segundo Atabari
A crônica de Atabari nota que, no ano de 864, o exército de Pérsis revoltou-se contra Abedalá ibne Ixaque, saqueou sua residência e forçou-o a fugir; contudo, ela não nomeia explicitamente Ali como estando envolvido nesse evento. Ela não menciona Ali até os eventos de 868 e 869, nos quais serviu como o governador califal de Pérsis; ela também descreve-o como tendo estado anteriormente em serviço dos taíridas.

### Guerra com Iacube ibne Alaite
Em 868, a guerra eclodiu entre Ali e o emir de Sistão, Iacube ibne Alaite (r. 861–879). Segundo Atabari, Ali escreveu ao califa Almutaz e requiriu que o governo da Carmânia fosse dado a ele. A Carmânia, como Pérsis, havia sido dada aos taíridas, mas Ali alegou que o mal governo taíridas enfraqueceu seu controle sobre a província. Segundo a narrativa, as autoridades centrais não confiaram nele, mas concordaram em nomeá-lo governador da Carmânia. Ao mesmo tempo, contudo, eles também escreveram para Iacube e deram-lhe a mesma nomeação, na esperança de que os dois emires lutariam entre si e que um deles seria derrotado.[a]
Após receber sua nomeação, Iacube partiu do Sistão à Carmânia com a intenção de estabelecer sua autoridade lá. Quando Ali soube do avanço de Iacube, enviou um exército sob o comando de Tauque ibne Almugalis à Carmânia para defender a província. Tauque alcançou a Carmânia antes de Iacube, e por algum tempo os exércitos evitaram combate. Posteriormente, contudo, Iacube foi capaz de derrotar e capturar Tauque. Sua vitória permitiu-lhe assegurar sua posse da Carmânia e ela tornou-se uma de suas províncias.
Quando Ali soube sobre a derrota de Tauque, temeu que Iacube pressionaria seu avanço e invadiria Pérsis. Ele, portanto, mobilizou suas tropas e montou seu acampamento fora de Xiraz. Quando Iacube entrou em Pérsis, ele e seu exército avançaram para Xiraz e alinhou-se para enfrentar as forças de Ali. Segundo o biógrafo ibne Calicane, a batalha resultante ocorreu em 21 de abril de 869; durante o curso da luta, o exército de Iacube atravessou a linha inimiga e logo os homens de Ali foram abandonando o campo em pânico e se retirando para Xiraz. Ali foi capturado e levado diante de Iacube, que o ordenou a atar e confiscar as posses em seu campo. Iacube então entrou em Xiraz e permitiu que suas tropas saqueassem as residências de Ali e seus partidários. Após permanecer lá por algum tempo, Iacube abandonou Pérsis e retornou ao Sistão, e levou consigo Ali e alguns de seus comandantes. Após a partida de Iacube, as autoridades centrais enviaram Alharite ibne Sima Axarabi para governar Pérsis.
O destino de Ali não é citado nas fontes. Ibne Calicane, contudo, alega que ele foi torturado sob ordens de Iacube ao ponto que ficou insano, e foi finalmente preso na fortaleza na Carmânia.